# Lamb of God
Lamb of God je americká metalová skupina z Richmondu ve Virginii. Vznikla roku 1990 a skládá se ze zpěváka Randyho Blythe, kytaristů Marka Mortona a Willieho Adlera, baskytaristy Johna Campbella a bubeníka Chrise Adlera. Skupina bývá považována za součást Nové vlny amerického heavy metalu. 
Od svého založení vydali Lamb of God šest studiových alb, jedno živé album, jedno kompilační album a tři DVD. Ve Spojených státech se celkový prodej rovná téměř dvěma milionům. V roce 2007 byla skupina nominována na cenu Grammy v kategorii Nejlepší metalový výkon za album z roku 2006 Sacrament. Lamb of God byli dvakrát na turné s Ozzfestem a v roce 2006 se objevili na koncertním turné skupiny Slayer "The Unholy Alliance Tour". Vystupovali také na mnoha jiných významných festivalech po celém světě jako jsou Download Festival a Sonisphere festival ve Spojeném království, Soundwave Festival a Gigantour (s headlinerem Megadeth). V poslední době (2008-2010) byly na turné s Metallicou (World Magnetic Tour). Lamb of God také hráli na hlavním pódiu na festivalu Mayhem roku 2010. Zpěvák Randy Blythe čelil v České republice obžalobě, že v roce 2010 zavinil při koncertě v pražském klubu Abaton smrt fanouška, jenž zemřel následkem pádu z pódia. Pražský městský soud jej 5. března 2013 zprostil obžaloby.

## Členové skupiny
Současná sestava
- Art Cruz – bicí (2019–dosud)
- John Campbell – basová kytara (1990–dosud)
- Mark Morton – kytara (1990–1994, 1997–dosud)
- Randy Blythe – zpěv (1995–dosud)
- Willie Adler – kytara (1999–dosud)

Dřívější členové
- Matt Conner – kytara (1990–1994)
- Abe Spear – kytara (1994–1998)
- Chris Adler - bicí (1990 - 2019)

## Diskografie
Studiová alba
- Burn the Priest (1999)
- New American Gospel (2000)
- As the Palaces Burn (2003)
- Ashes of the Wake (2004)
- Sacrament (2006)
- Wrath (2009)
- Resolution (2012)
- VII: Sturm und Drang (2015)
- Legion: XX (2018)
- Lamb of God (2020)
- Omens (2022)